# Карабулак (Алгинський район)
Карабула́к (каз. Қарабұлақ) — село у складі Алгинського району Актюбінської області Казахстану. Адміністративний центр Карабулацького сільського округу.
Населення — 452 особи (2021; 530 у 2009, 914 у 1999, 991 у 1989).